# Hadena cuprescens
Hadena cuprescens är en fjärilsart som beskrevs av George Francis Hampson 1903. Hadena cuprescens ingår i släktet Hadena och familjen nattflyn. Inga underarter finns listade i Catalogue of Life.